# Pic à dos crème
Campephilus leucopogon
Espèce
Statut de conservation UICN

 LC  : Préoccupation mineure
Le Pic à dos crème ou Pic de Boié (Campephilus leucopogon) est une espèce d'oiseau de la famille des Picidae. Son aire de répartition s'étend sur le Brésil, l'Uruguay, l'Argentine, le Paraguay et la Bolivie.
C'est une espèce monotypique.